# Relais 4 x 200 mètres nage libre féminin aux championnats du monde de natation 2023
Cet article traite de l'épreuve féminine. Pour la compétition masculine, voir Relais 4 x 200 mètres nage libre masculin aux championnats du monde de natation 2023.
Le relais 4 x 200 mètres nage libre féminin est une épreuve de natation sportive des championnats du monde de natation 2023. Elle a lieu le 27 juillet 2023 à Fukuoka au Japon.

## Records
Avant cette compétition, les records dans cette discipline étaient :
| Record du monde       | 7 min 39 s 29 | Australie  | 31 juillet 2022 | Birmingham, Grande-Bretagne |
| Record du championnat | 7 min 41 s 45 | États-Unis | 22 juin 2022    | Budapest, Hongrie           |

Au cours de la compétition, le nouveau record suivant a été établi :
| Record du monde | 7 min 37 s 50 | Australie | 27 juillet |

## Résultats détaillés
Les 8 meilleurs temps se qualifient pour la finale (Q).

### Séries
| Rang | Série | Ligne | Pays             | Nageuses                                                                      | Temps                                                   | Temps         | Commentaire     |         |
| Rang | Série | Ligne | Pays             | Nageuses                                                                      | Individuels                                             | Global        | Commentaire     |         |
| ---- | ----- | ----- | ---------------- | ----------------------------------------------------------------------------- | ------------------------------------------------------- | ------------- | --------------- | ------- |
| 1    | 1     | 4     | États-Unis       | Leah Smith Erin Gemmell Alex Shackell Anna Peplowski                          | 1 min 57 s 78 1 min 55 s 65 1 min 56 s 05 1 min 56 s 88 | 7 min 46 s 36 | Q               |         |
| 2    | 2     | 4     | Australie        | Madison Wilson Lani Pallister Brianna Throssell Kiah Melverton                | 1 min 57 s 06 1 min 56 s 83 1 min 56 s 31 1 min 57 s 64 | 7 min 47 s 84 | Q               |         |
| 3    | 1     | 3     | Grande-Bretagne  | Freya Colbert Abbie Wood Medi Harris Lucy Hope                                | 1 min 57 s 35 1 min 58 s 74 1 min 57 s 32               | 7 min 51 s 13 | Q               |         |
| 4    | 1     | 5     | Chine            | Ai Yanhan Yang Peiqi Ge Chutong Li Jiaping                                    | 1 min 56 s 97 1 min 59 s 07 1 min 58 s 21 1 min 57 s 30 | 7 min 51 s 55 | Q               |         |
| 5    | 2     | 3     | Pays-Bas         | Janna van Kooten Imani de Jong Silke Holkenborg Marrit Steenbergen            | 1 min 58 s 48 1 min 59 s 35 1 min 59 s 42 1 min 56 s 27 | 7 min 53 s 52 | Q               |         |
| 6    | 2     | 5     | Canada           | Ella Jansen Emma O'Croinin Brooklyn Douthwright Katerine Savard               | 1 min 59 s 53 1 min 58 s 10 1 min 58 s 25 1 min 58 s 85 | 7 min 54 s 73 | Q               |         |
| 7    | 2     | 6     | Hongrie          | Lilla Minna Ábrahám Nikolett Pádár Ajna Késely Dóra Molnár                    | 1 min 59 s 12 1 min 57 s 83 1 min 58 s 78 1 min 59 s 53 | 7 min 55 s 26 | Q               |         |
| 8    | 1     | 6     | Brésil           | Stephanie Balduccini Maria Fernanda Costa Gabrielle Roncatto Nathália Almeida | 1 min 59 s 83 1 min 58 s 13 1 min 59 s 12 1 min 59 s 06 | 7 min 56 s 14 | Q               |         |
| 9    | 2     | 2     | Japon            | Rio Shirai Nagisa Ikemoto Chihiro Igarashi Kinuko Mochizuki                   | 1 min 58 s 80 1 min 58 s 33 1 min 59 s 94 2 min 00 s 15 | 7 min 57 s 22 |                 |         |
| 10   | 1     | 1     | Israël           | Anastasia Gorbenko Daria Golovaty Ayla Spitz Lea Polonsky                     | 1 min 58 s 18 1 min 59 s 36 2 min 00 s 80 2 min 00 s 68 | 7 min 59 s 02 | Record national |         |
| 11   | 2     | 7     | Nouvelle-Zélande | Erika Fairweather Eve Thomas Summer Osborne Caitlin Deans                     | 1 min 57 s 02 1 min 59 s 80 2 min 02 s 81 2 min 00 s 48 | 8 min 00 s 11 |                 |         |
| 12   | 1     | 2     | Italie           | Sofia Morini Costanza Cocconcelli Sara Franceschi Emma Menicucci              | 1 min 59 s 36 2 min 00 s 70 1 min 59 s 30 2 min 00 s 77 | 8 min 00 s 13 |                 |         |
| 13   | 1     | 7     | Allemagne        | Isabel Marie Gose Leonie Kullmann Nele Schulze Nina Holt                      | 1 min 58 s 71 2 min 00 s 84 2 min 01 s 13 1 min 59 s 80 | 8 min 00 s 48 |                 |         |
| 14   | 1     | 8     | Espagne          | Carla Carron Ainhoa Campabadal Alba Herrero Paula Juste                       | 2 min 01 s 28 2 min 01 s 24 2 min 00 s 44 2 min 00 s 66 | 8 min 03 s 62 |                 |         |
| 15   | 2     | 8     | Corée du Sud     | Kim Seo-yeong Hur Yeon-kyung Han Da-kyung Park Su-jin                         | 1 min 59 s 87 1 min 59 s 38 2 min 03 s 10 2 min 03 s 05 | 8 min 05 s 40 |                 |         |
| 16   | 2     | 1     | Autriche         | Lena Kreundl Marlene Kahler Cornelia Pammer Lena Opatril                      | 2 min 01 s 69 2 min 00 s 69 2 min 00 s 84 2 min 02 s 55 | 8 min 05 s 77 |                 |         |
| 17   | 2     | 9     | Belgique         | Valentine Dumont Fleur Verdonck Lotte Vanhauwaert Lana Ravelingien            | 1 min 58 s 92 2 min 01 s 20 2 min 02 s 32 2 min 04 s 50 | 8 min 06 s 94 |                 |         |
| 18   | 2     | 0     | Turquie          | Deniz Ertan Merve Tuncel Ecem Dönmez Ela Naz Özdemir                          | 2 min 03 s 03 2 min 01 s 03 2 min 02 s 78 2 min 03 s 92 | 8 min 10 s 76 |                 |         |
| -    | 1     | 0     | Mexique          | Forfait                                                                       | Forfait                                                 | Forfait       | Forfait         | Forfait |

### Finale
| Rang               | Ligne | Pays            | Nageuses                                                                            | Temps                                           | Temps         | Commentaire |           |                                                                 |                                                 |               |                 |
| ------------------ | ----- | --------------- | ----------------------------------------------------------------------------------- | ----------------------------------------------- | ------------- | ----------- | --------- | --------------------------------------------------------------- | ----------------------------------------------- | ------------- | --------------- |
| Rang               | Ligne | Pays            | Nageuses                                                                            | Médaille d'or                                   | 5             | Commentaire | Australie | Mollie O'Callaghan Shayna Jack Brianna Throssell Ariarne Titmus | 1 m 53 s 66 1 m 55 s 63 1 m 55 s 80 1 m 52 s 41 | 7 min 37 s 50 | Record du monde |
| Médaille d'argent  | 4     | États-Unis      | Erin Gemmell Katie Ledecky Bella Sims Alex Shackell                                 | 1 m 55 s 97 1 m 54 s 39 1 m 54 s 64 1 m 56 s 38 | 7 min 41 s 38 |             |           |                                                                 |                                                 |               |                 |
| Médaille de bronze | 6     | Chine           | Li Bingjie Li Jiaping Ai Yanhan Liu Yaxin                                           | 1 m 55 s 83 1 m 57 s 54 1 m 55 s 57 1 m 55 s 46 | 7 min 44 s 40 |             |           |                                                                 |                                                 |               |                 |
| 4                  | 3     | Grande-Bretagne | Freya Colbert Lucy Hope Abbie Wood Freya Anderson                                   | 1 m 56 s 16 1 m 57 s 32 1 m 56 s 85 1 m 56 s 30 | 7 min 46 s 63 |             |           |                                                                 |                                                 |               |                 |
| 5                  | 7     | Canada          | Mary-Sophie Harvey Summer McIntosh Emma O'Croinin Brooklyn Doutwright               | 1 m 58 s 50 1 m 53 s 97 1 m 59 s 24 1 m 58 s 27 | 7 min 49 s 98 |             |           |                                                                 |                                                 |               |                 |
| 6                  | 2     | Pays-Bas        | Janna van Kooten Imani de Jong Silke Holkenborg Marrit Steenbergen                  | 1 m 58 s 17 1 m 59 s 60 1 m 59 s 69 1 m 55 s 47 | 7 min 52 s 93 |             |           |                                                                 |                                                 |               |                 |
| 7                  | 1     | Hongrie         | Nikolett Padar Lilla Abraham Dóra Molnár Ajna Késely                                | 1 m 56 s 74 1 m 59 s 30 1 m 59 s 16 1 m 59 s 45 | 7 min 54 s 65 |             |           |                                                                 |                                                 |               |                 |
| 8                  | 8     | Brésil          | Stephanie Balduccini Maria de Oliveira Gabrielle Roncatto Nathalia Siqueira Almeida | 2 m 01 s 05 1 m 59 s 01 1 m 59 s 22 1 m 59 s 82 | 7 min 59 s 10 |             |           |                                                                 |                                                 |               |                 |